# リムノグナシア
リムノグナシア（Limnognathia maerski）は湧水に住む、微生物である。1994年にグリーンランドのディスコ島で発見され、担顎動物門 Gnathifera の1綱 微顎綱 Micrognathozoaとして記載された。のちに微顎動物門 Micrognathozoaという新しい門を与えられ、本種のみで、門・綱・目・科・属・種を構成している。南極海のクローゼット諸島からも本種は発見されている。本種のもつ、クチクラの中にオスミウム酸親和性のある物質が詰まった棒状構造を有する顎は輪形動物や顎口動物と類似している。長さは0.1 mm程度で、知られている最小の動物の1つである。
当初は輪形動物と誤って同定されたが、詳しい観察によって、L. maerskiは輪形動物とは体の構造が全く異なることが明らかになり、新しい門を割り当てられることとなった。
本種は15の節に分かれた複雑な顎を持ち、それぞれの節は靭帯と筋肉で繋がれている。顎の節はとても小さく、4 μmから14 μmの大きさである。食事中や反芻中、顎の一部は口の外に飛び出させることができる。
本種は頭部の中に大きな神経節を持ち、一対の神経細胞が腹側に伸びている。1から3本の繊毛でできた固い感覚毛が体表面上に点在している。この感覚毛は顎口動物門のものと類似しているが、顎口動物門では1つの細胞当たり1本の繊毛しか見られない点が異なっている。
頭部には馬蹄形を形作るように繊毛が生えており、これが水流を起こすことによって、食物を口に運んでいる。頭部以外の場所の繊毛は移動に役立っている。
これらは、薄い殻を持ちすぐに孵化する卵と、冷凍にも耐えられ、次の春まで孵化しない厚い殻の卵という2つの形態の卵を持っていた。これらの特徴は輪形動物と共通するもので、厚い殻の卵は受精卵である。これまでに採取された最も若い標本はオスであり、現在では、卵から孵化した段階では全てオスであり、後にメスに変化すると考えられている。